# Juan and Juanita
Juan and Juanita è un cortometraggio muto del 1912 diretto da Wilbert Melville.

## Produzione
Il film fu prodotto da Siegmund Lubin per la Lubin Manufacturing Company. Le riprese sono state effettuate a Tucson e nel deserto di Sonora, in Arizona.

## Distribuzione
Distribuito dalla General Film Company, il film - un cortometraggio in una bobina - uscì nelle sale cinematografiche statunitensi il 4 novembre 1912.